# Linh dương vằn
Linh dương vằn (Gazella cuvieri) là một loài linh dương Gazelle phân bố tại Algérie, Maroc và Tunisia. Còn được gọi là edmi. Đây là một trong những loài linh dương sẫm màu nhất thuộc nhóm gazelle, do một phần môi trường sống rừng thưa. Đôi khi loài được xếp vào chi riêng biệt, Trachelocele, từ những loài gazelle khác, cùng với linh dương bướu giáp và Linh dương Rhim. Chúng rất hiếm trong tự nhiên với chỉ khoảng 2000 cá thể.

## Hình ảnh

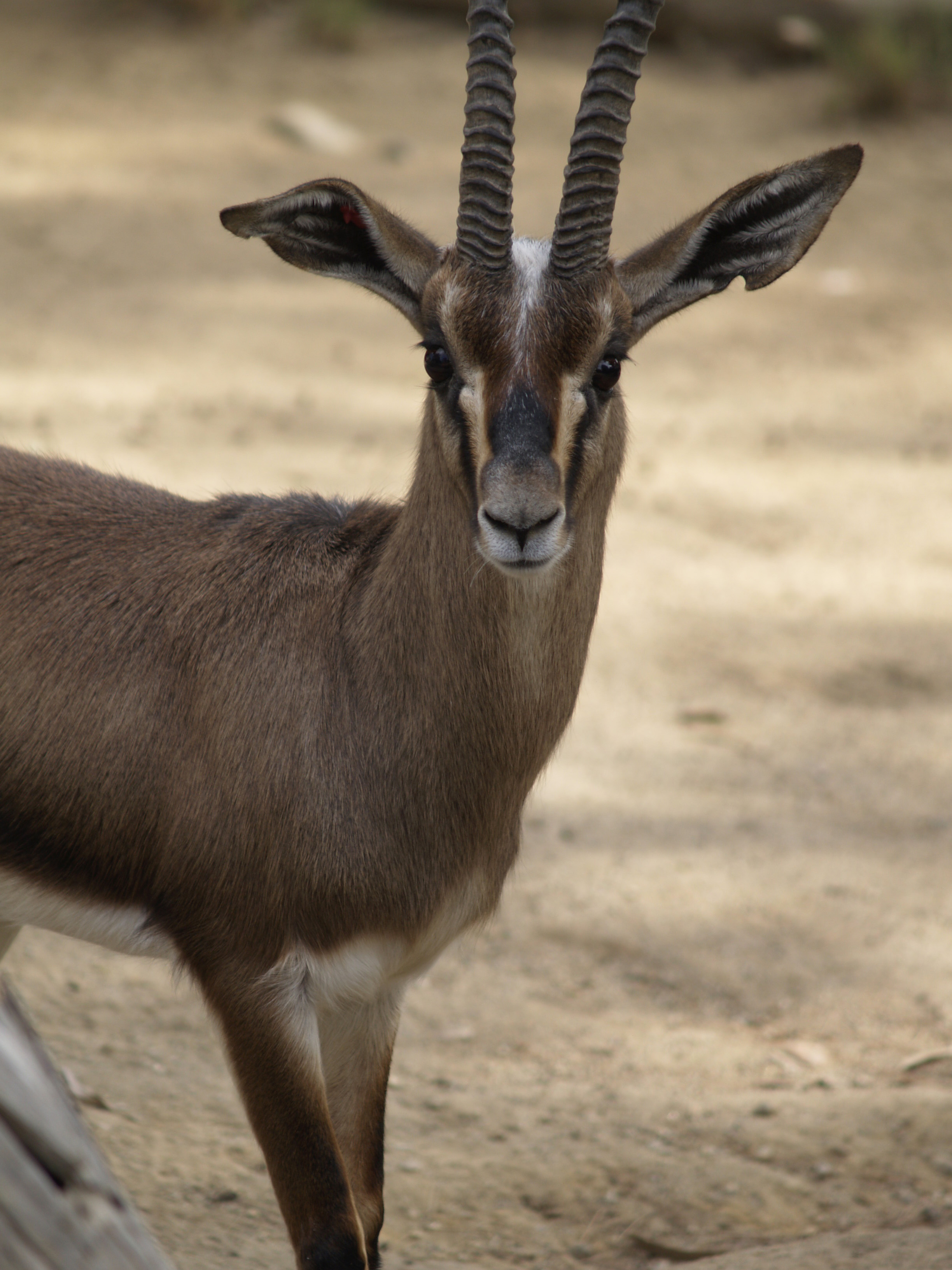
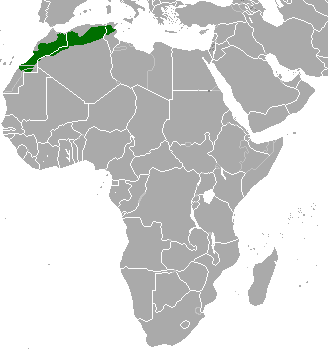
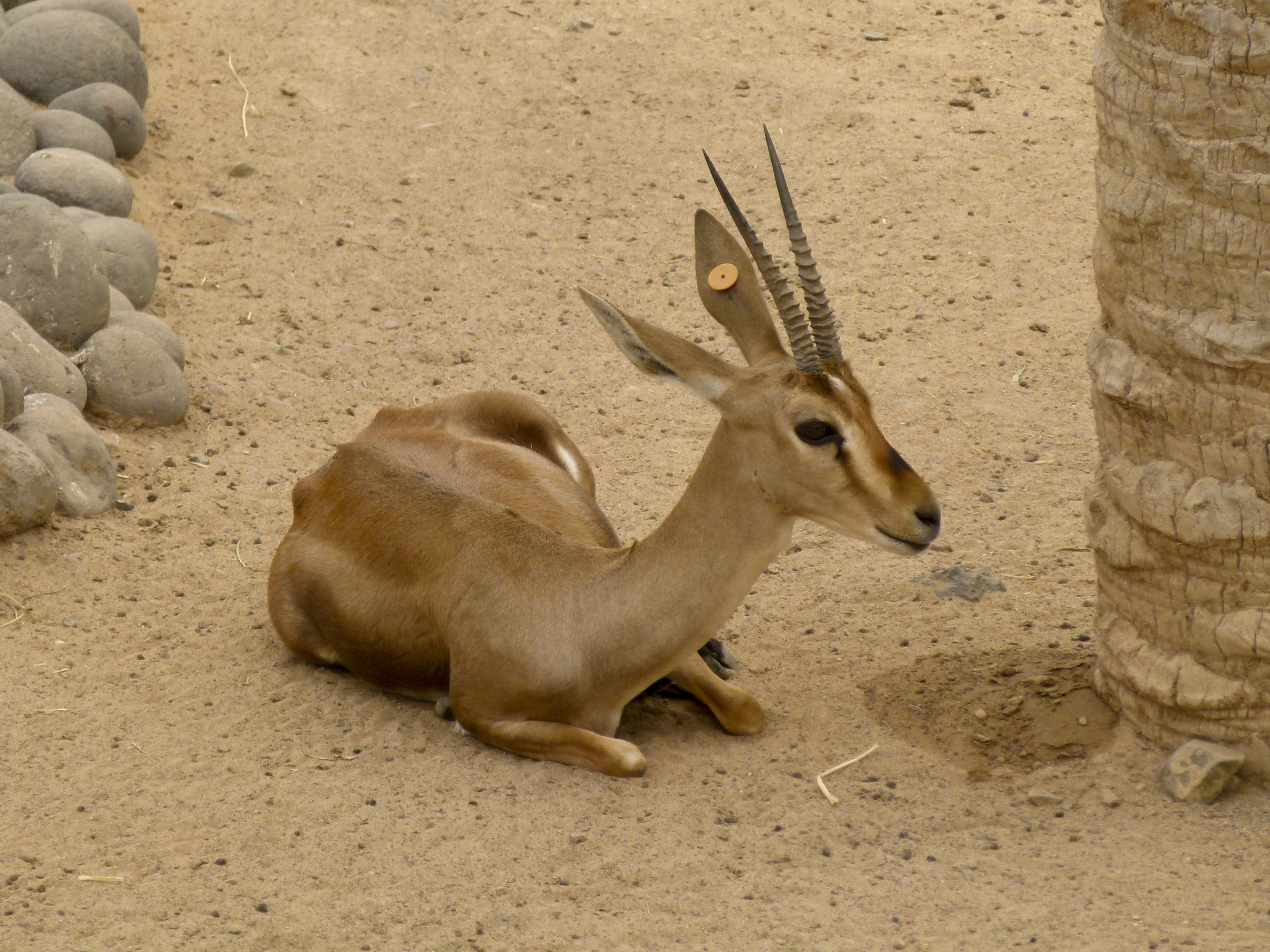
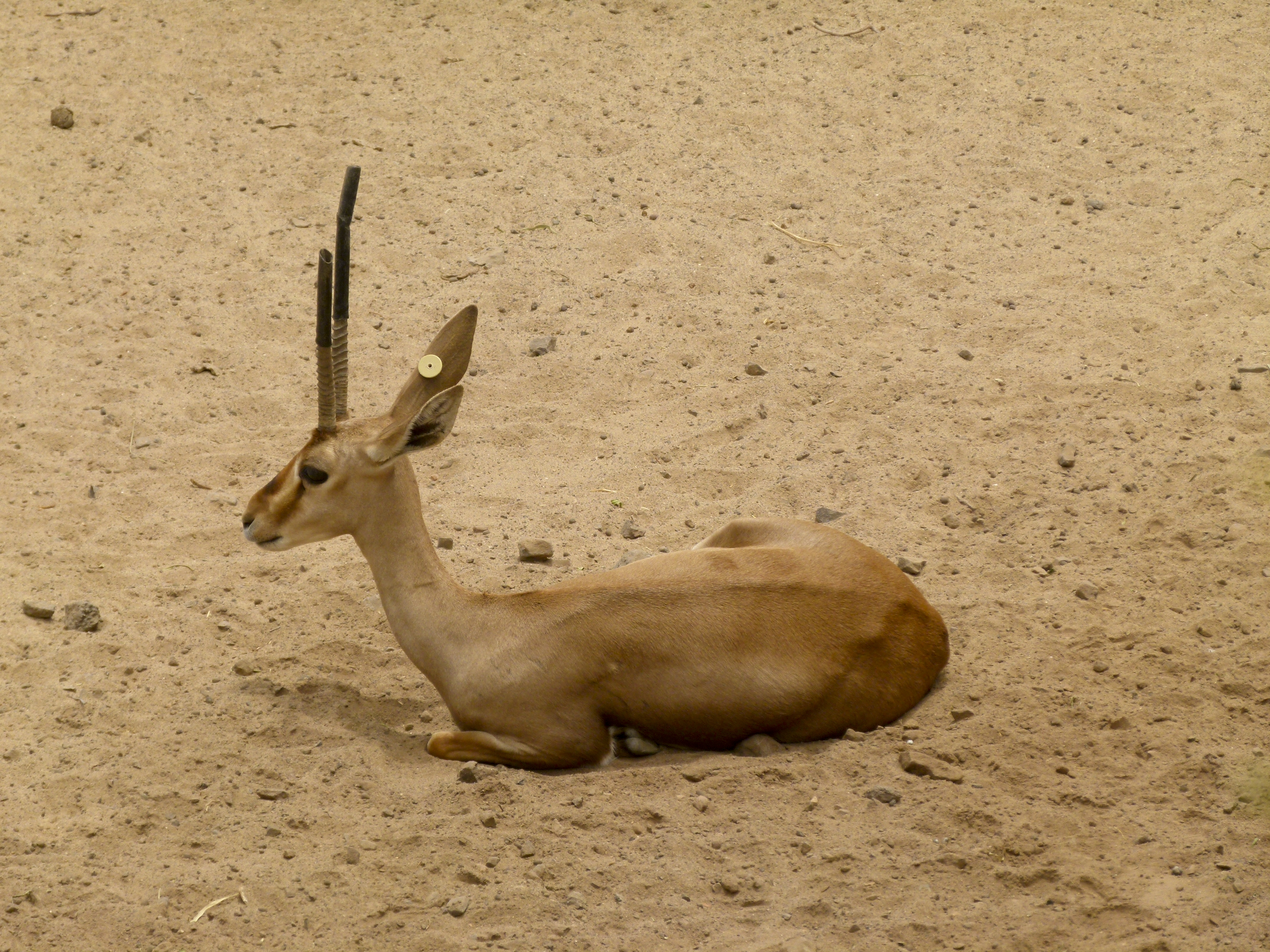